# هويل تونغ
هويل تونغ (بالإنجليزية: Howell Tong)‏ هو إحصائي بريطاني، ولد في 1944 في هونغ كونغ في الصين.